# Zinebi
Zinebi (Festival Internacional de Cine Documental y Cortometraje, auch bekannt als Bilbao International Festival of Documentary and Short Films) ist ein internationales Filmfestival, das seit 1959 jährlich in Bilbao, Spanien stattfindet. Es ist dem Dokumentarfilm, Animationen und anderen kurzen Filmformen gewidmet.
Zinebi ist das einzige internationale Festival der Klasse A in der Kategorie Dokumentar- und Kurzfilm in Spanien. Es ist von der Hollywood Academy of Motion Picture Arts and Sciences als Qualifikation für die Oscars, für die Preise der Europäischen Filmakademie, für die britischen BAFTAs und für die Goyas der spanischen Akademie akkreditiert.
Das Festival wird vom Teatro Arriaga organisiert und wird derzeit von der Stadt Bilbao institutionell finanziert und gefördert.